# Nothus empedoclaria
Nothus empedoclaria är en fjärilsart som beskrevs av Jacob Hübner 1823. Nothus empedoclaria ingår i släktet Nothus och familjen Sematuridae. Inga underarter finns listade i Catalogue of Life.